# Cigaritis amine
Cigaritis amine är en fjärilsart som beskrevs av Arthur Gardiner Butler 1874. Cigaritis amine ingår i släktet Cigaritis och familjen juvelvingar. Inga underarter finns listade i Catalogue of Life.